# Murat Isaku
Murat Isaku (mac. Мурат Исаку; ur. 15 kwietnia 1928 w Gajre, zm. 24 sierpnia 2005 w Tetowie) – jugosłowiański i macedoński poeta i prozaik narodowości albańskiej, jeden z głównych przedstawicieli macedońskiej literatury współczesnej.

## Życiorys
Ukończył studia albanistyczne na Uniwersytecie Belgradzkim, następnie pracował jako nauczyciel w gimnazjum w Tetowie, którego został wicedyrektorem. Pracował także jako dziennikarz dla czasopisma Flaka e Vëllazërimi oraz jako redaktor albańskojęzycznych audycji w stacji MRT.
Zmarł 24 października 2005 roku w Tetowie, gdzie został pochowany.

## Utwory[1]
- Gjaku i sharraxhive
- Lasgush Poradeci (1962)
- Dielli e din rrugën e vet (1965)
- Plaka e vonuar (1967)
- Unaza e djerrinës (1971)
- Plagët (1975)
- Gërsheta (1978)
- Rreckajt (1979)
- Etje (1982)
- Sheshtina (1982)
- Damkat (1986)
- Shtjella (1989)
- Rrengu (1991)
- Fatprerët (1995)
- Banesa në katin e tretë (2001)

### Poezje
- Zani i malit (1960)
- Buzëqeshjet e mesditës (1963)
- Kurora e trollit (1968)
- Drithma (1975)
- Blana (1982)
- Ngushëllimi i bukur (1989)
- Shtara (1994)
- Egjër (1998)
- Dolli për gjërat e humbura (2000)
- Ngutem të marrë një frymë (2001)
- Dollia e fundit (2008)
- M'i këpusin kokrrat e frymës (2008)
- Mëkatet e falura (2008)